# Spread (película)
Spread es una película estadounidense dirigida por David Mackenzie y protagonizada por Ashton Kutcher, Anne Heche y Margarita Levieva. Titulado Un seductor irresistible o Amante a domicilio en Hispanoamérica, American Playboy en España, L.A. Gigolo en Dinamarca, Estonia, Finlandia, Noruega y Suecia y Toy boy en Francia, Países Bajos e Italia, el filme fue lanzado el 17 de enero de 2009 en el Festival de Cine de Sundance y el 14 de agosto en cines.

## Sinopsis
Nikki (Ashton Kutcher) llega a Los Ángeles con una idea muy clara: aprovecharse de su atractivo físico para poder vivir gratis en las increíbles casas de sus amantes. No trabaja ni tiene ganas de hacerlo, así que sencillamente se ha convertido en el amante perfecto. Una noche conoce a Samantha (Anne Heche), una abogada soltera y madura que le invita a quedarse en su casa de Hollywood Hills por un tiempo. Pero todo cambia cuando Nikki conoce a Heather (Margarita Levieva), una joven camarera comprometida de la cual se enamora. Tendrá entonces que plantearse si quiere seguir con la vida de lujo que lleva o iniciar otra completamente distinta.

## Reparto
- Ashton Kutcher como Nikki.
- Anne Heche como Samantha.
- Margarita Levieva como Heather.
- Ashley Johnson como Eva
- Sonia Rockwell como Christina.
- Sebastian Stan como Harry.
- Shane Brolly como el Príncipe Stelio.
- Rachel Blanchard como Emily.
- Jair Jacome como Su Padre.

## Recepción

### Críticas
Spread recibió críticas generalmente negativas de los críticos. En Rotten Tomatoes la película tuvo un puntaje del 13% de críticas positivas, y señaló que, "A pesar de los desvíos ocasionales en un territorio sorprendentemente oscuro, Spread  es una celebración ineficaz de vacío en Los Ángeles."

### Taquilla
La película fue estrenada el viernes 14 de agosto de 2009 y la taquilla recaudó $11.572.433, de los cuales $250.618 procedían de Estados Unidos.[cita requerida]